# Batrachorhina paraniviscutata
Batrachorhina paraniviscutata är en skalbaggsart som beskrevs av Stefan von Breuning 1976. Batrachorhina paraniviscutata ingår i släktet Batrachorhina och familjen långhorningar.
Artens utbredningsområde är Madagaskar. Inga underarter finns listade.